# Закария Гнунеци
Закария Гнунеци (на арменски: Թորոս Տարոնացի) е средновековен арменски книгописец, миниатюрист и поет.

## Биография
Роден е в село Хжиж, недалече от езерото Ван. Произхожда от арменския княжески род Прошян. Началното образование получава на остров Лим на езерото Ван. По-късно изучава в манастира Ахтамар изкуството на калиграфия и книжна живопис. След смъртта на един от неговите учители, Овсеп Ахтамарци, пише поема в неговата памет. Известен е също с имената Хжеци и Лимеци, свързани с местата, където е учил. Назовават го Гнунеци, след ръкополагането му за епископ на провинция Гнуняц. Посещава Рим, където преписва и илюстрира романизираната „История на Александър“. Ръкописът днес се съхранява в Ереван, в Института за древни ръкописи Матенадаран (№ 5472). През 40-те години на 16 век живее в Константинопол и създава за арменския патриарх на града, Аствацатур, още едно копие на „История на Александър“. Ръкописът е от 1544 г., намира се в Манчестър.
Известен е като поет и миниатюрист. Учител е на последния голям представител на арменската средновековна миниатюра, Акоб Джугаеци. В поезията му се усеща влиянието на изтъкнатия арменски поет, Нерсес Шнорали. Точният брой на написаните от Гнунеци произведения не е известен. На неговото авторство се приписват десетки поеми и стихове, обогатили „История на Александър“.
- Миниатюри на Закария Гнунеци. Ванско евангелие от 1575 г. (Матенадаран, № 4831)
- Хоран
- Съшествие на Светия Дух
- Поклонение на влъхвите